# Фіаско ринку
Фіаско ринку (також розлад ринку, неспроможність ринку, провал ринку; англ. Market failure) — у неокласичній економіці провал ринку — це ситуація, в якій розподіл товарів і послуг вільним ринком не є ефективним за Парето, що часто призводить до чистої втрати економічної вартості. Перше відоме використання цього терміна економістами було в 1958 році, але концепція сягає корінням вікторіанського філософа Генрі Сіджвіка. Провали ринку часто пов'язані з суспільними благами, неузгодженими в часі уподобаннями, інформаційною асиметрією, неконкурентними ринками, проблемою принципала та агента або зовнішніми ефектами.
Існування фіаско ринку часто є причиною втручання саморегульованих організацій, урядів або наднаціональних інституцій у певний ринок. Економісти, особливо мікроекономісти, часто цікавляться причинами ринкової неспроможності та можливими способами її виправлення. Такий аналіз відіграє важливу роль у багатьох видах рішень та досліджень у сфері державної політики.
Однак, втручання державної політики, у таких формах як податки, субсидії, контроль над заробітною платою та цінами, а також нормативно-правові акти, також можуть призвести до неефективного розподілу ресурсів, що іноді називають «фіаско держави» (провалом уряду). Більшість економістів мейнстріму вважають, що існують обставини (наприклад, будівельні норми, правила пожежної безпеки або збереження видів, що перебувають під загрозою зникнення), за яких уряд або інші організації можуть покращити неефективний ринковий результат. Деякі неортодоксальні наукові школи не погоджуються з цим з ідеологічних міркувань. Екологічна неспроможність ринку існує тоді, коли людська діяльність в ринковій економіці виснажує критичні невідновлювані ресурси, порушує крихкі екосистеми або перевантажує біосферні можливості поглинання відходів. У жодному з цих випадків не виконується критерій ефективності за Парето.

## Причини фіаско ринку
Серед причин виникнення розладу ринку зазвичай виділяються такі:
- зовнішні ефекти: суб'єкт господарської діяльності не відшкодовує самостійно спричинені ним витрати або отримує користь із діяльності третіх осіб без відповідного відшкодування витрат. Наприклад, іноземні легкові та вантажні автомобілі використовують українські дороги, не відшкодовуючи при цьому витрат, пов'язаних із забрудненням довкілля викидами в атмосферу та із амортизацією доріг. Натомість, ці витрати несуть громадяни України.
- ефект неподільності виникає внаслідок існування товарів, які є високо кошторисними та потужність яких змінюється тільки великими стрибками, наприклад, енергетичні станції, колія, газова та телефонна інфраструктури. Зазначений ефект може призвести до концентрації на стороні продавців. У випадку природної монополії, попит може бути задоволений найекономніше виключно одним продавцем.
- асиметрична інформація:
  - Перед укладенням угоди (апріорі) існує різний стан поінформованості — добре поінформовані продавці, погано поінформовані покупці. Проблема «несприятливого вибору» призводить до руйнування ринку якісних товарів, внаслідок того, що покупець, не маючи можливості реально оцінити вартість товару, платить лише пересічну ціну, й таким чином, на ринку залишається тільки неякісний товар.
  - Після укладення угоди (апостеріорі) може виникнути так звана проблема «морального ризику», якщо немає можливості перевірити виконання угоди одним із контрагентів.
  - Вирішення зазначених проблем асиметричної інформації спричиняє виникнення трансакційних витрат, отже користування ринком перестає бути безкоштовним.
- адаптаційні недоліки виникають тоді, коли процес досягнення рівноваги на ринку є довготривалим або неможливим взагалі, та коли досягнута рівновага виявляється нестабільною.
- нераціональна поведінка учасників ринку: дії учасників ринку не приносять їм вигоди, наприклад, гра в лотерею, в якій очікуваний виграш (ймовірність * сума виграшу) є меншим за вартість лотерейного квитка; класичною економічною теорією альтруїзм також розглядається як нераціональна поведінка.

## Заперечення концепції

### Рональд Коуз
Проти панівної тенденції, що домінує в економічній теорії, щодо обґрунтування «компенсаторної» ролі держави у ліквідації провалів ринку виступив Рональд Коуз, запропонувавши комплексний аналіз інституційної структури економіки, який визначає рівень трансакційних витрат. (Коуз, Проблема соціальних витрат, 1961) Учений довів, що держава не спроможна оптимально розв’язувати питання екстерналій, відтак зовнішні ефекти не можуть бути причиною для втручання держави.

### Теорія суспільного вибору
Економісти, такі як Мілтон Фрідман з Чиказької школи та інші представники школи суспільного вибору, стверджують, що неспроможність ринку не обов'язково означає, що уряд повинен намагатися вирішити ринкові проблеми, тому що витрати від неспроможності уряду можуть бути гіршими, ніж від ринкової неспроможності, яку він намагається виправити. Ця школа розглядає неспроможність уряду як результат невід'ємних проблем демократії та інших форм правління, а також влади груп зі спеціальними інтересами (шукачів ренти) як у приватному секторі, так і в урядовій бюрократії. Умови, які багато хто вважає негативними, часто розглядаються як наслідок підриву вільного ринку примусовим державним втручанням. Окрім філософських заперечень, ще однією проблемою є практичні труднощі, з якими може зіткнутися кожен, хто приймає рішення, намагаючись зрозуміти (і, можливо, передбачити) численні взаємодії, що відбуваються між виробниками та споживачами на будь-якому ринку.

### Австрійська школа економіки
Деякі прихильники капіталізму laissez-faire, в тому числі багато економістів Австрійської школи, стверджують, що не існує такого явища, як «провал ринку». Ізраїль Кірцнер стверджує, що «Ефективність соціальної системи означає ефективність, з якою вона дозволяє своїм окремим членам досягати своїх індивідуальних цілей». Неефективність виникає лише тоді, коли індивіди обирають засоби, які не відповідають їхнім бажаним цілям. Це визначення ефективності відрізняється від визначення ефективності за Парето і є основою теоретичного аргументу проти існування ринкових провалів. Однак, за умови виконання умов першої теореми добробуту, ці два визначення збігаються і дають ідентичні результати. Австрійці стверджують, що ринок прагне усунути свою неефективність через процес підприємництва, керований мотивом прибутку; те, що уряду дуже важко виявити або виправити.

### Марксизм
Заперечення існують і на більш фундаментальних підставах, таких як марксистський аналіз. Розмовне використання терміна «провал ринку» відображає поняття «неспроможності» ринку забезпечити певну бажану характеристику, відмінну від ефективності — наприклад, високий рівень нерівності може вважатися «провалом ринку», але не є неефективним за Парето, і тому не буде вважатися «провалом ринку» в мейнстрімній економіці. Крім того, багато марксистів стверджують, що система прав приватної власності сама по собі є фундаментальною проблемою, і що ресурси мають бути розподілені в абсолютно інший спосіб. Це відрізняється від концепції «неспроможності ринку», яка зосереджується на конкретних ситуаціях, що зазвичай розглядаються як «ненормальні», коли ринки мають неефективні результати. Марксисти, навпаки, кажуть, що ринки мають неефективні і демократично небажані результати —  розглядаючи провал ринку як невід'ємну рису будь-якої капіталістичної економіки —  і, як правило, не обговорюють це питання, вважаючи за краще розподіляти обмежені блага не виключно за допомогою цінового механізму, а на основі потреб, визначених суспільством, що виражаються через громаду.

### Екологічна економіка
В екологічній економіці поняття екстерналій вважається неправильним, оскільки ринкові агенти розглядаються як такі, що отримують свої доходи і прибутки, систематично «перекладаючи» соціальні та екологічні витрати своєї діяльності на інших агентів, у тому числі на майбутні покоління. Таким чином, зовнішні ефекти —  це спосіб функціонування ринку, а не його провал: Ринок не може існувати без постійних «провалів».
Справедливий і рівномірний розподіл невідновлюваних ресурсів у часі є проблемою провалу ринку, яка турбує екологічну економіку. Це питання також відоме як «справедливість між поколіннями». Стверджується, що ринковий механізм не спрацьовує, коли йдеться про справедливий і рівномірний розподіл обмежених мінеральних ресурсів Землі між нинішнім і майбутніми поколіннями, оскільки майбутні покоління не присутні і не можуть бути присутніми на сьогоднішньому ринку. Фактично, сьогоднішні ринкові ціни не відображають і не можуть відображати вподобання ще ненароджених. Це приклад неспроможності ринку, який не визнається більшістю провідних економістів, оскільки концепція ефективності за Парето є повністю статичною (позачасовою). Введення державних обмежень на загальний рівень активності в економіці може бути єдиним способом досягти більш справедливого і рівномірного розподілу мінеральних ресурсів між поколіннями. Тому Ніколас Джорджеску-Роген і Герман Дейлі, два провідні теоретики в цій галузі, закликали до запровадження таких обмежень: Джорджеску-Роген запропонував мінімальну біоекономічну програму, а Дейлі —  всеосяжну стаціонарну економіку (англ. comprehensive steady-state economy). Однак, Джорджеску-Руген, Дейлі та інші економісти в цій галузі погоджуються, що на обмеженій Землі геологічні обмеження неминуче призведуть до порушення справедливості в довгостроковій перспективі, незважаючи на будь-які існуючі урядові обмеження: Будь-які темпи видобутку і використання обмежених запасів невідновлюваних мінеральних ресурсів зменшуватимуть залишок, що залишиться для використання майбутніми поколіннями.
Інший екологічний провал ринку —  це надмірне використання відновлюваного ресурсу в певний момент часу або протягом короткого проміжку часу. Таке надмірне використання зазвичай відбувається тоді, коли ресурс, про який йде мова, має погано визначені (або взагалі не існує) права власності на нього, в той час як надто багато ринкових агентів здійснюють діяльність одночасно, щоб ресурс не зміг витримати їх усіх. Приклади варіюються від надмірного вилову риби та надмірного випасання худоби на пасовищах до переповненості рекреаційних зон у перенаселених містах. Цей тип неспроможності екологічного ринку зазвичай називають «трагедією спільного користування». У цьому типі ринкової неспроможності принцип ефективності за Парето порушується в найбільшій мірі, оскільки всі агенти на ринку залишаються в гіршому становищі, в той час як ніхто не отримує вигоди. Існує думка, що найкращий спосіб виправити провал екологічного ринку типу «трагедії спільного блага» - це встановити права власності, що мають юридичну силу, політичним шляхом, але це, можливо, легше сказати, ніж зробити.
Проблема зміни клімату є яскравим прикладом «трагедії спільного блага», коли екологічний ринок не спрацьовує: Атмосфера Землі може розглядатися як «глобальне спільне надбання», що має погано визначені (неіснуючі) права власності, а здатність атмосфери поглинати вуглекислий газ наразі сильно перевантажена великими обсягами викидів від світової економіки. Історично склалося так, що залежність від викопного палива промислової революції ненавмисно вивела людство з екологічної рівноваги з рештою біосфери Землі (включно з атмосферою), і відтоді ринок не зміг виправити ситуацію. Навіть навпаки: Необмежений ринок поглиблює цей глобальний стан екологічної нерівноваги, і очікується, що він продовжуватиме робити це в осяжному майбутньому. Цей конкретний провал ринку можна певною мірою виправити на політичному рівні шляхом створення міжнародної (або регіональної) системи обмеження і торгівлі правами власності, де дозволи на викиди вуглекислого газу купуватимуться і продаватимуться серед ринкових агентів.
Термін «неекономічне зростання» описує повсюдну неспроможність екологічного ринку: Екологічні витрати подальшого економічного зростання у так званій «повномасштабній економіці», як сучасна світова економіка, можуть перевищувати безпосередні соціальні вигоди, отримані від цього зростання.

### Зербе та МакКерді
Зербе та МакКерді пов'язали критику парадигми неспроможності ринку з трансакційними витратами. Парадигма неспроможності ринку визначається наступним чином:
«Фундаментальною проблемою концепції неспроможності ринку, як іноді визнають економісти, є те, що вона описує ситуацію, яка існує повсюдно».
Трансакційні витрати є частиною кожного ринкового обміну, хоча ціна трансакційних витрат зазвичай не визначається. Вони виникають скрізь і не мають ціни. Отже, провали ринку та зовнішні ефекти можуть виникати в економіці щоразу, коли виникають трансакційні витрати. Тут немає місця для державного втручання. Замість цього уряд повинен зосередитися на усуненні як трансакційних витрат, так і витрат на надання послуг.